# Nigeriani in Italia
La presenza di nigeriani in Italia è attestata dagli anni '80. In Italia è presente un'ambasciata nigeriana a Roma. Ad inizio del XXI secolo ha assunto caratteri più considerevoli, passando dall'essere 26 383 nel 2004, 66 833 nel 2014 ai circa 120 000 nel 2022.

## Demografia
Nel 2014 c'erano 71 158 immigrati regolari dalla Nigeria in Italia; nel 2006 erano 37 733. Le tre città con la maggior presenza nigeriana in Italia sono Torino, Roma e Padova.
Al 31 dicembre 2017 i cittadini nigeriani residenti in Italia sono 106 069 inserendosi al 13º posto delle nazionalità più numerose in Italia e la 3° come paese africano.
Le Regioni con la maggior presenza di nigeriani è l'Emilia-Romagna con 14 543 persone, seguita dalla Lombardia con 14 147, e dal Veneto con 13 909, mentre tra le città Torino primeggia con 5 189 presenze, davanti a Roma con 4 853 e Padova con 2 570.
Nel 2022 si registra un aumento di nigeriani in Italia rispetto ai precedenti anni. L'Italia è il paese in Europa con il maggior numero di richieste d'asilo politico di nigeriani (17 895, il 57% del totale, nel periodo dicembre 2014 – novembre 2015; e fino al 68% nel trimestre luglio-settembre 2015). Il loro numero resta comunque relativamente basso rispetto al totale della presenza straniera in Italia.
Tra i nigeriani in Italia si riscontra un gran numero di vittime della tratta, specialmente giovani donne tra i 15 e i 24 anni, provenienti dall'area di Benin City e destinate allo sfruttamento della prostituzione.
Malgrado le difficili condizioni in Nigeria (attentati di Boko Haram al nord, violenze inter-religiose e tratta delle schiave al sud) solo il 25% dei nigeriani in Europa riceve asilo e protezione umanitaria.